# Stadio olimpico dell'Università Centrale del Venezuela
Lo stadio olimpico dell'Università Centrale del Venezuela (in spagnolo Estadio Olímpico de la Universidad Central de Venezuela) è un impianto sportivo dell'Università Centrale del Venezuela di Caracas (Venezuela). Lo stadio appartiene alla città universitaria, che a propria volta è stata dichiarata nel 2000 dall'UNESCO patrimonio dell'umanità.

## Storia dell'impianto
L'edificazione dello stadio ebbe avvio nel 1950, al fine di ospitare i Giochi bolivariani in programma l'anno seguente. Autore del progetto fu l'architetto Carlos Raúl Villanueva, che progettò anche l'intero campus di cui lo stadio fa parte.
Nel 1975 ospitò tre gare dell'edizione di Copa América svoltasi quell'anno (e non organizzata da alcun Paese, ma disputata in gare di andata e ritorno). Tra luglio e agosto vi si giocarono infatti le due gare interne del Venezuela nel primo turno contro Brasile e Argentina: si trattò di scontri impari, in cui la modestissima selezione vinotinto dell'epoca uscì dal campo nettamente battuta in ambedue i confronti (4-0 dal Brasile e 5-1 dall'Argentina).
Nello stesso anno l'impianto fu scelto per ospitare lo spareggio della finalissima tra Perù e Colombia (i colombiani si erano imposti per 1-0 all'andata a Bogotà, ma i peruviani avevano risposto con un 2-0 a Lima, costringendo così, secondo il regolamento dell'epoca, a ricorrere allo spareggio). All'Olímpico, il 28 ottobre, il Perù sconfisse la Colombia 1-0 con rete di Sotil al 25' e la Blanquirroja divenne la prima nazionale ad alzare la Copa América nel cielo del Venezuela.
Nel 1983 fu di scena all'Olímpico un altro importante evento sportivo, i Giochi panamericani e nel 1987 l'impianto ospitò l'undicesima edizione dei Campionati centroamericani e caraibici di atletica leggera.
All'Olímpico giocano le proprie gare interne i locali club calcistici del Caracas Fútbol Club e del Deportivo Italia, squadra fondata da emigrati italiani nel 1948, che sfoggia in campo maglia azzurra con stemma tricolore e pantaloncini bianchi.
Nel 2005 è stato ristrutturato e aumentato di capienza, in vista della Copa América 2007 in programma in Venezuela. Per la verità del torneo continentale l'Olímpico ha poi ospitato solo una partita, la finale per il 3º posto vinta per 3-1 dal Messico sull'Uruguay, ivi disputata il 14 luglio. Avrebbe dovuto ospitare anche la prima semifinale, che tuttavia è stata spostata pochi giorni prima dell'inizio del torneo al Pachencho Romero di Maracaibo.